# Ovoo gurvel
Ovoo gurvel (лат.) — вид вымерших пресмыкающихся из надсемейства Varanoidea, живших в меловом периоде (кампанский век) на территории современной Монголии.
Описан в 2007 году группой учёных: М. Нореллом, К. Гао и Дж. Конрадом. Голотип IGM 3/767 был найден в местности Бага-Ухаа в формации Джадохта на территории аймака Умнеговь. Состоит из останков черепа (фрагменты черепа с челюстями).
Был отнесён к надсемейству Varanoidea инфраотряда Platynota. Название вида в переводе с монгольского языка обозначает «ящерица-обо».